# 梁廷欽
梁廷欽（16世紀—17世紀），字體寅，號心寰，廣東廣州府順德縣新良人，明朝政治人物。

## 生平
梁廷欽個性端正、孝友和睦，外表嚴厲而內心仁慈，萬曆十六年（1588年）中式戊子科舉人，次年（1589年）登會試副榜第一，授文昌教諭，因父母去事回鄉，服闋後改任肥城教諭，雅意作人；陞任尤溪知縣，詢問地方疾苦，興利除害，禁止溺女，存活嬰兒以萬計，又豁免虛糧、使用原有官府用品以減除民累，改官平南，為政一如尤溪，能約束古田羅運地方的瑤族人，令他們派遣子弟受學，禁止地方人民浪費人力興辦鼓樂治喪，改行朱熹家禮，同時捐俸收葬屍骨，兩地人民都立祠祭祀他。
兒子梁鳳舉，有好學孝順名聲，又有周濟朋友義舉，和孫子梁燧、梁調鼎均庠生，另一位孫子梁哲則是康熙八年舉人。

## 引用
1. 1 2  咸豐《順德縣志·卷二十四·人物志四》：梁廷欽，字體寅，新良人，孝友敦睦，持守廉正，以雋頴中萬厯戊子鄉試，己丑會試乙榜第一，就教文昌，丁內艱補肥城教諭，銳意作人；陞尤溪令，問民疾苦、興利除害，禁溺女存活萬計，清豁虛糧除民累，清約自奉，官供具舊出諸里甲悉免之，移平南，惠愛如尤溪，古田羅運諸猺號難馴，至是成就約束，皆遣子受學；平南鼓樂治喪率靡費破家，廷欽禁之本，朱文公家禮為教，捐俸收瘞露骸，兩地民皆尸祝焉。子鳳舉，字秀魯，博古好學以孝聞，親舊有急傾囊以濟，故人陳聘萃償所貸金，念其貧，曰：「朋友通財，義也。」辭而退之，從弟鳳翱負人百金代償焉，其他好義類此，生平揚善隱惡，能容人過，有長厚稱，與子燧、調鼎並為庠生。孫哲，康熙己酉舉人。……姚志。
2. ↑  乾隆《廣州府志·卷三十五·循吏二》：梁廷欽，字體寅，中萬厯戊子第三名，己丑副榜，就教文昌，調補肥城教諭，雅意作人；升尤溪令，廷欽問民疾苦，嚴禁溺女，全活萬計，清豁虛糧，民免賠累之苦，尋移平南，愛民如子無異。尤溪、古田、羅運諸徭素難約束，悉遣子受學；平南治喪用鼓樂，痛飲費至破家，槩為禁遏，以朱文公家禮立教，又捐俸收瘞暴露枯骸，尤平兩地俱尸祝之。
3. ↑  民國《尤溪縣志·卷七》：梁廷欽，號心寰，順德人，萬曆癸卯知尤溪，外厲中慈、政平訟簡，有勤儉之歌、有節愛之誦，丙午改調平南，士民思之。